# Phong (Fluss)
Der Fluss Phong (Thai: ลำน้ำพอง, [lam-náːm pʰoŋ]) ist ein Fluss in der Nordostregion von Thailand, dem so genannten Isan.

## Flusslauf und weitere Aspekte
- Der Lam-Nam Phong fließt etwa 200 Kilometer diagonal von Nordwest nach Südost über die Landkreise (Amphoe) Ubolratana und über Nam Phong in den Kreis Mueang Khon Kaen.
- Der Phong mündet schließlich in den Mae Nam Chi (Chi-Fluss), welcher wieder ein Nebenfluss des Mekong darstellt[1].
- Der 2550 Millionen Kubikmeter große Ubol-Ratana-Stausee[2] liegt an einer Talsperre des Phong.
- Der Nationalpark Nam Phong wurde nach dem Phong-Fluss benannt.

## Umwelt
Das Unternehmen Phoenix (Phoenix Pulp and Paper Company), ein Unternehmen welches Faserstoffe und Papier herstellt, sorgte am Phong immer wieder für gravierende Umweltschäden. Nachdem 1982 die erste Fabrik eröffnet worden war, expandierte das Unternehmen im Jahr 1994. Die Produktion führte zu massiven Umweltschäden und Fischsterben im Phong. Immer wieder schlossen die thailändischen Behörden die Phoenix-Fabriken. Heftige Regenfälle führten 1995 zu Überflutungen am Phong. Das Ergebnis war eine Verseuchung der Felder und Krankheiten in der Bevölkerung. Ebenso ergeben sich durch die Umweltzerstörung im Einzugsgebiet des Phong soziale Probleme.